# عادل خيري
عادل خيري (25 ديسمبر 1931 - 12 مارس 1963)، ممثل كوميدي مصري. وهو ابن المسرحي بديع خيري.

## عن حياته
حاصل على ليسانس الحقوق، احترف التمثيل بفرقة الريحاني. واشترك بفرقة التمثيل بالجامعة وهو لا يزال طالبا بكلية الحقوق. كانت أول مسرحية يشترك في تمثيلها بفرقة الريحاني هي (أحب حماتي) أمام ماري منيب وحسن فايق. أدى دور الريحاني في الشايب لما يدلع، كان غيرك أشطر، لو كنت حليوة، ياما كان في نفسي وقسمتي، استنى بختك، إلا خمسة، 30 يوم في السجن، حسن ومرقص وكوهين. أخرج عدد من مسرحيات الفرقة بالتناوب مع سراج منير وعبد العزيز أحمد. توفي في الثانية والثلاثين من عمره وذلك عام 1963.

### المسرح
- أوعي تعكر دمك
- أحب حماتي (1949م)
- الستات لبعضيهم (1955م)
- ابليس وشركاه (1955م)
- لزقة إنجليزي (1956م)
- اللي يعيش يا ما يشوف (1956م)
- 30 يوم في السجن (1959م)
- ياما كان في نفسي (1960م)
- يا ريتني ما اتجوزت (1960م)
- حسن ومرقص وكوهين (1960م)
- كان غيرك اشطر (1961م)
- خليني اتبحبح يوم (1961م)
- استنى بختك (1961م)
- لو كنت حليوة (1962م)
- الشايب لما يدلع (1962م)
- إلا خمسة (1963م)

### السينما
فيلم (البنات والصيف) 1960م - القصة الأولى للمخرج عز الدين ذو الفقار وبطولته مع كمال الشناوي ومريم فخر الدين، كما قام ببطولة فيلم (لقمة العيش) سنة 1960م مع الفنان صلاح ذو الفقار والفنانة مها صبري والفنانة زوزو ماضي وإخراج نيازي مصطفى وقد قام بأداء دورين لرجل وامرأه.

### وفاته
تحكي ابنته «عطية» فتقول: بيت جدي «بديع خيري» لم يكن سعيداً، بل على العكس فقد كان البيت كئيباً جداً، فجدي كان مريضاً بالسكر ما أدى إلى استئصال أصابع قدميه العشرة وعاش على كرسي متحرك بقية حياته، وكانت جدتي وهي قريبة جدي مريضة هي الأخرى بالسكر وقد فقدت بصرها قبل وفاتها بثلاث سنوات ثم توفي والدي بعدها وعمره -32 -عاماً بعد أن قضى في عالم الفن 7 سنوات فقط... واستمر الحزن مسيطراً على كل شيء في بيت العائلة الكبير، فقد عاش جدي في حزن مستمر بعد أن شعر أن امتداده الفني انقطع عن الدنيا وقد توفي عام 1966. كما كان والدي أيضاً مريضاً بالسكر ثم أصيب بتليف الكبد، وقبل وفاته بعام كان لا يستطيع أن يستكمل العرض المسرحي دون يأخذ بعض الحقن والأدوية في فترات الراحة بين فصول المسرحية... واستمر الحال على هذا النحو حتى توقف نهائياً عن العمل في المسرح في أواخر أيامه بعد أن ساءت حالته وأصبح مقيماً في المستشفى بصفة مستمرة، وكان الفنان محمد عوض يقوم بدور والدي على المسرح أثناء فترة مرضه، فقد كان من القلائل الذين صادقهم والدي داخل الوسط الفني، وقد حكت لي والدتي أن أبي «زهق» من البقاء طويلاً في المستشفى والابتعاد عن رؤية جمهوره، فقرر الذهاب ذات مرة إلى المسرح... وبعد أن انتهى العرض توجه إلى خشبة المسرح من الكواليس فضجت القاعة بالتصفيق طويلاً له، فانهمرت الدموع على وجنتيه متأثراً بحفاوة الجمهور به... وقد توفي بعد هذا المشهد بأيام وكأنه كان يريد أن يلقي نظرة الوداع على المسرح الذي ارتبط به منذ أن كان يذهب إليه وهو طفل بصحبة والده.

## وصلات خارجية
- صفحة الفنان في موقع السينما